# Kabinett Guterres II

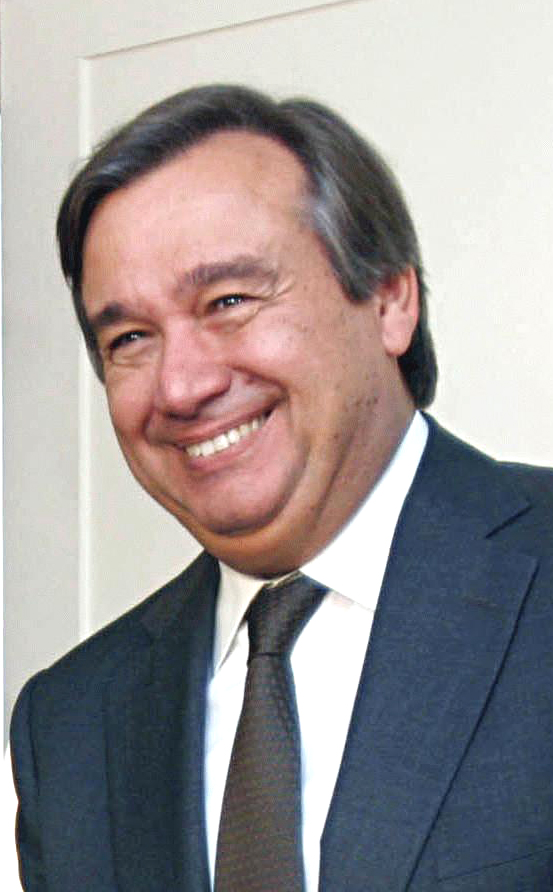
Premierminister António Guterres

Als Kabinett Guterres II wird die 14. verfassungsgemäße, frei gewählte portugiesische Regierung nach der Nelkenrevolution 1974 unter Premierminister António Guterres bezeichnet, in Portugal auch XIV Governo Constitucional de Portugal, zu Deutsch XIV. verfassungsgemäße Regierung von Portugal genannt. Das Kabinett war vom 25. Oktober 1999 bis zum 6. April 2002 im Amt.

## Parlamentswahlen 1999
Nachdem die vorige Legislaturperiode, in der bereits Premier Guterres regiert hatte, planmäßig zu Ende ging, fanden am 10. Oktober 1999 die Parlamentswahlen statt. Bei der Wahl erreichte die regierende Partido Socialista (PS) wiederum eine relative Mehrheit mit 44,7 Prozent beziehungsweise 115 Abgeordneten und verbesserte sich damit im Gegensatz zu 1995 leicht (43,7 Prozent und 112 Abgeordnete). Mit dem Wahlergebnis verfehlte die PS jedoch knapp die absolute Mehrheit von mindestens 113 Abgeordneten, fortan regierte sie in Form einer Minderheitsregierung. Die Vereidigung Guterres’ fand am 25. Oktober 1999 statt.

## Zusammensetzung
| Amt                                                                 | Name                                                            | Partei    |
| ------------------------------------------------------------------- | --------------------------------------------------------------- | --------- |
| Premierminister                                                     | António Guterres                                                | PS        |
| Assistent des Premierministers im Range eines Ministers             | Fernando Gomes (25. Oktober 1999–14. September 2000)            | PS        |
| Assistent des Premierministers im Range eines Ministers             | unbesetzt (14. September 2000–3. Juli 2001)                     |           |
| Assistent des Premierministers im Range eines Ministers             | António José Seguro (3. Juli 2001–6. April 2002)                | PS        |
| Ministerium für auswärtige Angelegenheiten                          | Jaime Gama                                                      | PS        |
| Ministerium für Finanzen                                            | Joaquim Pina Moura (25. Oktober 1999–3. Juli 2001)              | PS        |
| Ministerium für Finanzen                                            | Guilherme d'Oliveira Martins (3. Juli 2001–6. April 2002)       | parteilos |
| Ministerium für Wirtschaft                                          | Joaquim Pina Moura (25. Oktober 1999–14. September 2000)        | PS        |
| Ministerium für Wirtschaft                                          | Mário Cristina de Sousa (14. September 2000–3. Juli 2001)       | PS        |
| Ministerium für Wirtschaft                                          | Luís Braga de Cruz (3. Juli 2001–6. April 2002)                 | PS        |
| Ministerium für Präsidentschaftsangelegenheiten                     | Jorge Coelho (25. Oktober 1999–14. September 2000)              | PS        |
| Ministerium für Präsidentschaftsangelegenheiten                     | Guilherme d'Oliveira Martins (14. September 2000–6. April 2002) | parteilos |
| Ministerium für Nationale Verteidigung                              | Júlio Castro Caldas (25. Oktober 1999–3. Juli 2001)             | PS        |
| Ministerium für Nationale Verteidigung                              | Rui Pena (3. Juli 2001–6. April 2002)                           | PS        |
| Ministerium für innere Verwaltung                                   | Fernando Gomes (25. Oktober 1999–14. September 2000)            | PS        |
| Ministerium für innere Verwaltung                                   | Nuno Severiano Teixeira (14. September 2000–6. April 2002)      | PS        |
| Ministerium für Justiz                                              | António Costa                                                   | PS        |
| Ministerium für Landwirtschaft, ländliche Entwicklung und Fischerei | Luís Capoulas Santos                                            | PS        |
| Ministerium für Bauen                                               | Elisa Ferreira                                                  | PS        |
| Ministerium für Arbeit und Sozialsicherung                          | Eduardo Ferro Rodrigues (25. Oktober 1999–10. März 2001)        | PS        |
| Ministerium für Arbeit und Sozialsicherung                          | Paulo Pedroso (10. März 2001–6. April 2002)                     | PS        |
| Ministerium für Gesundheit                                          | Manuela Arcanjo (25. Oktober 1999–3. Juli 2001)                 | PS        |
| Ministerium für Gesundheit                                          | António Correia de Campos (3. Juli 2001–6. April 2002)          | PS        |
| Ministerium für Bildung                                             | Guilherme d'Oliveira Martins (25. Oktober 1999–3. Juli 2001)    | parteilos |
| Ministerium für Bildung                                             | Júlio Pedrosa (3. Juli 2001–6. April 2002)                      | PS        |
| Ministerium für Wissenschaft, Technologie und Hochschulbildung      | Mariano Gago                                                    | parteilos |
| Ministerium für Kultur                                              | Manuel Maria Carrilho (25. Oktober 1999–12. Juli 2000)          | PS        |
| Ministerium für Kultur                                              | José Sasportes (14. September 2000–3. Juli 2001)                | PS        |
| Ministerium für Kultur                                              | Augusto Santos Silva (3. Juli 2001–6. April 2002)               | PS        |
| Ministerium für Umwelt und Liegenschaftsverwaltung                  | José Sócrates                                                   | PS        |
| Ministerium für soziale Einrichtungen                               | Jorge Coelho (25. Oktober 1999–10. März 2001)                   | PS        |
| Ministerium für soziale Einrichtungen                               | Eduardo Ferro Rodrigues (10. März 2001–21. Januar 2002)         | PS        |
| Ministerium für soziale Einrichtungen                               | José Sócrates (21. Januar 2002–6. April 2002)                   | PS        |
| Ministerium für Jugend und Sport                                    | Armando Vara (25. Oktober 1999–18. Dezember 2000)               | PS        |
| Ministerium für Jugend und Sport                                    | José Lello (14. September 2000–6. April 2002)                   | PS        |
| Ministerium für öffentliche Verwaltung und Staatsreform             | Alberto Martins                                                 | PS        |
| Ministerium für Gleichberechtigung                                  | Maria de Belém Roseira                                          | PS        |